# Mouloud Zedek
 (octobre 2021).
La mise en forme du texte ne suit pas les recommandations de Wikipédia : il faut le « wikifier ».
Les points d'amélioration suivants sont les cas les plus fréquents. Le détail des points à revoir est peut-être précisé sur la page de discussion.
- Les titres sont pré-formatés par le logiciel. Ils ne sont ni en capitales, ni en gras.
- Le texte ne doit pas être écrit en capitales (les noms de famille non plus), ni en gras, ni en italique, ni en « petit »…
- Le gras n'est utilisé que pour surligner le titre de l'article dans l'introduction, une seule fois.
- L'italique est rarement utilisé : mots en langue étrangère, titres d'œuvres, noms de bateaux, etc.
- Les citations ne sont pas en italique mais en corps de texte normal. Elles sont entourées par des guillemets français : « et ».
- Les listes à puces sont à éviter, des paragraphes rédigés étant largement préférés. Les tableaux sont à réserver à la présentation de données structurées (résultats, etc.).
- Les appels de note de bas de page (petits chiffres en exposant, introduits par l'outil «  Source ») sont à placer entre la fin de phrase et le point final[comme ça].
- Les liens internes (vers d'autres articles de Wikipédia) sont à choisir avec parcimonie. Créez des liens vers des articles approfondissant le sujet. Les termes génériques sans rapport avec le sujet sont à éviter, ainsi que les répétitions de liens vers un même terme.
- Les liens externes sont à placer uniquement dans une section « Liens externes », à la fin de l'article. Ces liens sont à choisir avec parcimonie suivant les règles définies. Si un lien sert de source à l'article, son insertion dans le texte est à faire par les notes de bas de page.
- La présentation des références doit suivre les conventions bibliographiques. Il est recommandé d'utiliser les modèles {{Ouvrage}}, {{Chapitre}}, {{Article}}, {{Lien web}} et/ou {{Bibliographie}}. Le mode d'édition visuel peut mettre en forme automatiquement les références.
- Insérer une infobox (cadre d'informations à droite) n'est pas obligatoire pour parachever la mise en page.

Pour une aide détaillée, merci de consulter Aide:Wikification.
Si vous pensez que ces points ont été résolus, vous pouvez retirer ce bandeau et améliorer la mise en forme d'un autre article.
Mouloud Zedek  (en kabyle : Mulud Zedek, ⵎⵓⵍⵓⴷ ⵣⴻⴷⴻⴽ) est un chanteur auteur-compositeur-interprète algérien d'expression kabyle, né le 13 septembre 1960 à Beni Douala, une localité de la Grande Kabylie, au nord de l'Algérie.
Il est également un militant engagé. 

## Biographie
Zedek Mouloud est né le 13 septembre 1960 à Ath Khalfoun, un village haut perché à flanc des montagnes d’Ath Douala en Kabylie dans le modeste foyer de Belkacem Zedek. Sa naissance a quelque peu illuminé le cœur déchiré de sa maman Smina, qui a vu son monde s’effondrer lorsqu’elle a appris, en 1959, que son fils Lamara, âgé de 20 ans, est mort au maquis pour terrorisme lors de la guerre d'Algérie. Mouloud est le dernier-né d’une fratrie composée d’un frère et de trois sœurs sur le berceau duquel les muses de la poésie et de la musique se sont penchées. Nourri au sein de la résilience pour surmonter le quotidien, loin d’être rose, dans les contrées profondes de la Kabylie en ces temps-là, il se laisse aller à la rêverie. La poésie l’ayant pris au collet très jeune, il se réfugia souvent dans sa bulle ; ce qui l’aida à composer ses premiers vers à l’âge de 12-13 ans.  
D’extraction modeste à l’instar de tous ceux qui, parmi sa génération, peuplent sa Kabylie natale à l’époque, Zedek Mouloud se sent comme un poisson dans l’eau, bien que déjà taraudé par tous les bruissements alentour qui préfigurent moult sursauts d’orgueil. Passionné aussi de musique, il a bricolé de ses propres mains un instrument à cordes de fortune, avant de gratter sa première vraie guitare à 18 ans. Sa passion pour la poésie et la musique était un exutoire pour sa timidité maladive dans un premier temps. Une timidité qu’il a osé surmonter à l’adolescence, quand il accompagnait son oncle maternel Temzi Mbarek et son groupe de laxwane (des versificateurs portés sur les chants religieux et les cantiques qui apportent consolation et réconfort aux familles endeuillées), qui animaient aussi bien les fêtes familiales que les veillées funèbres à travers les villages.
Vers l’âge de 17 ans, la mort subite de sa chère et tendre mère l’a profondément affligé. Bouleversé, il survivra à sa première traversée de deuil et de chagrin en trouvant refuge dans la poésie, qui, loin d’être une rêverie, met le doigt sur les problèmes, comme un parfum de résurrection. Quand il fut appelé sous les drapeaux du 17 septembre 1980 au 24 septembre 1982, deux longues années, précise-t-il, pour adoucir un tantinet les dures conditions de sa vie de bidasse, il s’est mis à composer des musiques pour ses poèmes. Il n’a fait aucune école de musique, mais, selon lui, rien ne vaut l’école d’Ath Khelfoun.
L’art ne nourrissant, hélas, pas son maître, surtout quand on fait ses premiers pas dans la chanson, une arène intimidante pour ceux qui la franchissent en solo, sans appui artistique notoire, Zedek Mouloud fut contraint d’exercer un travail alimentaire : il a été, entre autres, agent de bureau, comptable, économe, archiviste, en Algérie et à Paris.      

### Débuts d’une carrière prometteuse
Cependant, il n’abandonnera pas sa passion pour autant. La poésie et la musique étant chevillées au corps et au cœur, encouragé par son entourage et des amis artistes bien connus, il se lance dans la chanson, en 1983, avec son premier album  Yemmut d aɣriv  (Il est mort en exil) produit par Azwaw Production. Hommage pathétique à tous les vaillants émigrés kabyles de la première génération qui ont quitté, contraints par la précarité, leur humus pour une prétendue vie meilleure qu’on leur faisait miroiter en France.

### Coup d’essai, coup de maître
Chanteur-compositeur et poète de pure sève, Zedek Mouloud a percé sur la scène artistique en séduisant son public dès son premier album, qui a redonné ses lettres de noblesse à la chanson kabyle, trop longtemps confinée dans le folklore.
Ce premier coup d’essai étant un coup de maître, ses fans en réclamaient déjà davantage. Encouragé, mais soucieux de tous les égards qu’il doit à son public et à l’art, Zedek Mouloud a préféré donner le meilleur à ses admirateurs tenus en haleine. De Rebbi irad tuzma tekfa   (C’est fatalement écrit, 1985), à  Arviv  (Beau-fils, 1986),   Itij n smayem   (Soleil d’été 1987), Ayuzareɣ deg derwicen  (Que de marabouts j’ai consultés, 1989), Taqejmurt  (Bûche, 1990), il a aussitôt annoncé la couleur de son combat pour la liberté, la laïcité, les valeurs humaines, l’identité amazighe et sa spécificité kabyle. Étant l’un des meilleurs chanteurs kabyles sur la scène artistique actuelle, il se distingue par la richesse de ses textes et son vocabulaire recherché. Son style de musique et ses chansons à texte, particulièrement, confirment sa singularité de tailleur de mots en passant le réel, les maux et les petits bonheurs de tous les jours au travers de son regard poétique. Il remet au goût du jour des mots et des expressions quasi disparus dans l’usage de la langue kabyle, l’influence de la langue arabe et du français aidant. Ce qui fait de lui une référence incontournable dans la langue kabyle. Le journaliste Abdenour Abdeslam dira à ce propos dans son article « Zedek Mouloud fait école dans la chanson kabyle » : « La textuelle de Zedek Mouloud se caractérise par une intense exploitation des idées à travers une succession de vers additionnels où, hormis le refrain, il y a une totale absence du phénomène de la répétition qui installe la lourdeur. Ainsi, il en ressort une richesse langagière, un vocabulaire fourni et une parole faite. L’artiste donne l’impression de poursuivre les mots et de prolonger les formulations jusqu’à épuisement des sens dénotés. Il s’inscrit en droite ligne de l’analyse faite par Mouloud Mammeri qui disait : ‘’ Si les mots n’étaient que ce qu’ils veulent dire sans rien au-dedans, ni au-dehors, il y a longtemps que ce serait la fin de toute littérature, en particulier des littératures orales’’ ».

Perfectionniste dans l’âme, il insuffle une bonne dose de poésie à ses chansons qui séduisent petits et grands, notamment des étudiants en tamazight, la langue berbère, qui les ont choisies comme thèmes de leurs mémoires à l’université de Tizi-Ouzou, de Vgayet (Béjaïa) et de Bouira. Une satisfaction et une fierté personnelles pour Mouloud Zedek qui ne s’y attendait pas, lui qui n’a ni maître ni contremaître. Aujourd'hui à 60 ans il comptabilise 38 ans de carrière.

### Son inspiration
Tout comme ses idoles Cheikh El Hasnaoui, Slimane Azem, Taleb Rabah et Hanifa, ses aînés, il puise son inspiration dans tout ce qui se rapporte à la société, l’école, l’éducation, l’amitié, la solidarité, la nostalgie, des parfums subtils des premières amours avec leurs chagrins et leurs moments de joie, de la sueur des stoïques paysans kabyles et tant d’autres thèmes d’actualité. Toutes les chansons de l’artiste Zedek Mouloud sont en réalité un questionnement, car il ne livre pas un produit fini au sens philosophique du terme, parce que toutes ses chansons ne sont pas banales, tant Zedek est acteur et citoyen du chant. « Avec des mots disposés dans des formes et des styles personnalisés, l’artiste donne du sens au moindre bout de phrase. Il arrive ainsi à communiquer ce qui pouvait paraître inexplicable. Ce qui laisse apparaître un enchaînement d’idées, qui renseigne parfaitement sur les structures bien ordonnées de la langue. Ce n’est pas se tromper que de dire que Zedek Mouloud est pour la chanson kabyle ce que Belaïd At Ali a été pour la littérature kabyle des années 40 », précisera encore Abdenour Abdeslam dans le même article.
L’œuvre de Zedek Mouloud est, autant dans sa formulation que dans son format, ce qui a été produit de meilleur ces vingt dernières années. Dans ce sens, à propos des nouveaux mots, il confiera au journal Liberté : « C’est un travail de recherche que je fais à chaque fois. Je suis constamment à la recherche de mots perdus et d’expressions anciennes. Une fois tout cela réuni, je leur donne une seconde vie. Je compose d’abord selon l’inspiration, ensuite je commence le travail sur la même chanson. »

### Taqbaylit, sa vie, son combat
Au fil des albums et de l’histoire, ses chansons et ses idées bousculent les bien-pensants, réveillent les consciences. Humaniste et rebelle dans l’âme, Mouloud Zedek devient le porte-drapeau de l’identité kabyle. Il a forcé le respect de ses fidèles admirateurs qui saisissent ses messages clairs et entre les lignes de ses chansons. Un problème lui tient cependant particulièrement à cœur et revient quasiment dans toutes ses chansons, celui de la question identitaire, son cheval de bataille. Un ressenti d’injustice qui lui inspira entre autres albums   Tamurt-iw (Mon pays, 1996), et la chanson   Inid  (Parle !) en hommage au journaliste Achour Belghezli, assassiné par les terroristes en 1996, et à tous ses confrères tués, parmi eux Tahar Djaout et son message prémonitoire culte : « Si tu parles, tu meurs, si tu te tais, tu meurs, alors dis et meurs » ;  Iyaw meqqar (Alors, on danse, 1999),  Lihala n tmurt (La situation du pays, 2008), Tuttriwin (Questionnements, 2000) et la bouleversante chanson, au titre très évocateur Di lmut-ik  (A ta mort), en hommage à tous les artistes assassinés, dont Matoub Lounès.
Engagé dans la chanson, mais aussi dans la vie, il est très sollicité par les associations culturelles. Zedek Mouloud a répondu présent à nombre de festivités estudiantines, notamment à Tizi-Ouzou. Convaincu et infatigable, il n’a presque jamais raté les commémorations du « Printemps berbère » et du « Printemps noir » en participant aux marches et autres hommages aux victimes des répressions féroces du système en place. Les populations kabyles ne feront jamais le deuil de leurs enfants assassinés ou emprisonnés, une plaie toujours vive dans la mémoire collective. Il confiera dans ce sens, dans son interview « Mes chansons reflètent mon être » au journal Liberté, édition du 1er août 2013 : «Je ne chante que ce qui m’a inspiré en cette période. Je ne fais pas de calculs. Toutes mes chansons ont un lien avec ma réalité. Elles s’inspirent de ma situation dans une période donnée. Elles reflètent mon être. Pour résumer, je dirais plutôt que je vis avec la situation du pays. Peu de bonnes choses, mais, hélas, trop de mauvaises choses ! Je déduis cela parce que je pense qu’un artiste ressent plus que les autres. Il doit être à l’avant-garde, donc c’est pour cette raison qu’il ressent plus et avant les autres.» 

### 2013, il porte sa croix
Cet artiste connu par son humilité et sa gentillesse désarmantes a été sollicité, en 2013, par les organisateurs de la marche des non-jeûneurs à Tizi-Ouzou ; il a accepté volontiers d’aller grossir leurs rangs, sa manière de dire et de défendre la liberté de culte et d’opinion. Ses détracteurs étant toujours aux aguets, cette franche conviction lui a valu depuis une « mise à mort » qui ne dit pas son nom. Il subira une campagne déshonorante orchestrée par ceux-là mêmes qu’il croyait amis. Ils l’ont vilipendé, insulté, allant jusqu’à s’en prendre à sa propre famille. Les représailles ne se feront pas attendre, il sera aussitôt écarté des programmes culturels officiels, aussi bien de la Radio que de la Télévision nationales. « J’ai participé au rassemblement de solidarité avec les non-jeûneurs, j’étais pratiquement le seul artiste sur place. On me voyait alors comme si j’étais l’instigateur principal. Peut-être que si j’étais anonyme, personne ne me reprocherait quoi que ce soit. J’ai subi de fortes pressions, j’ai reçu des menaces et des intimidations, même de la part de gens que je connais, avec qui j’ai partagé beaucoup de choses », a confié l’artiste Zedek Mouloud au journaliste de Liberté Yahia Arkat, dans son article «Chanter est un acte de résistance».

Bien plus, il a subi des intimidations à l’aéroport presque à chaque fois qu’il entre ou sort de l’Algérie ; il a même été arrêté plusieurs fois lors de la marche, sacro-sainte pour lui, du 20 avril à la mémoire des victimes du « Printemps noir ».  Profondément affecté par tant de   de mépris et de mise en quarantaine flagrante, il a pris la décision de mettre fin à sa carrière. C’est alors que tous ceux qui ont saisi la portée de ses chansons et cru en la justesse de son combat sont intervenus pour le persuader de tenir bon et de ne pas céder à ces pressions avilissantes.
« En plus des pétitions et des nombreux messages d’encouragement que lui ont manifestés ses admirateurs, une caravane de soutien a sillonné plusieurs communes de Tizi-Ouzou pour atterrir chez lui à Ath Douala, avait rapporté M. Mouloudj, dans son article «Je reprends pour mes fans et je chanterai encore la liberté».
Il sera toutefois contraint d’éloigner sa petite famille en l’installant, en 2016, en France, son pays d’accueil ces dernières années. Poussé vers l’exil par le pouvoir en place en Algérie, il connaîtra le sort de la plupart des artistes qui dérangent ou des hommes politiques affichés persona non grata dans leur propre pays.

### Résister, c’est exister
« C’est dur d’être un chanteur engagé en Kabylie », avouera Zedek Mouloud à M. Mouloudj, journaliste de Liberté. Mais qu’à cela ne tienne, Mouloud, qui n’a jamais su tricher, ne courbera point l’échine ; il a baigné dans la société kabyle profonde, en connaît ses valeurs et ne doit rien à personne. Etant une référence et une valeur incontestable, il continuera à produire des albums. Après avoir joliment chanté l’amour, la solitude de l’exil, la nostalgie, l’espoir, la séparation, ses textes et sa musique s’étoffent au fil des années. D’aucuns diront que son art et sa poésie ont flirté avec le sublime et l’exaltation dans les albums  D’abrid kan   (Passer le chemin, 2012) et Asderfef (Tâtonnement, 2014). Ce que confirmera le journaliste Mouloud Amiri dans son article « Zedek Mouloud, l’orfèvre de la saillie » : « Ce poète au kabyle «nucléaire» torpille d'un revers de la main la médiocrité, la bassesse et l'hypocrisie de certains de ses détracteurs. (…) Subjugué par les thèmes abordés, Zedek nous fait tourbillonner dans une poésie océanique. Les métaphores, les oxymores, l'allitération sont partie prenante. Les prolepses et les supputations font monter les enchères. »
Bien qu’installé en France, il n’a jamais cessé de suivre et de vivre l’actualité de son pays, l’Algérie. Il a accordé nombre d’entretiens aux quotidiens de la presse privée, entre autres Liberté, La Dépêche de Kabylie, Le Soir d’Algérie et surtout à des chaînes de radio et de télévision kabyles établies en France et au Canada, particulièrement Berbère Télévision qui l’a souvent accompagné dans ses concerts.

### Spectacles et fêtes
Ne dormant jamais sur ses lauriers, il a animé beaucoup de fêtes en Kabylie, en plus de dizaines de spectacles sur différentes scènes de Kabylie et d’Alger et même à Oran, où il fut surpris par une salle pleine à craquer. La carrière de Zedek Mouloud, riche et soutenue avec 18 albums à son actif, s’inscrit également à l’international. Il s’est produit un grand nombre de fois dans de nombreuses salles bien connues telles que L’Olympia de Montréal, le Cabaret Sauvage de Paris, l’Alhambra et dans bien d’autres « temples » dédiés au spectacle en France, au Canada, à Philadelphie et en Californie, aux Etats-Unis, qui affichent souvent complet. Que ce soit en Algérie, au Canada ou en Amérique, il chante toujours pour son public et celui-ci le lui rend bien à chaque rendez-vous en reprenant en chœur quasiment tout son répertoire.

### Renaissance
En 2019, après cinq années « d’hibernation forcée », il renoue enfin avec la production artistique dans le nouvel album Neɣ Ḍelmeɣ !  (Puisque j’ai tort). Cet opus, qui s’est inscrit dans la liste des meilleures promesses, a suscité l’engouement de ses fervents admirateurs et bousculera, encore une fois, l’ordre établi. Cet album se veut un cri de colère libérateur, une catharsis jaillie du fond des entrailles d’un artiste tourmenté parce qu’authentique. Face à la réalité implacable qu’il ne peut changer, il se libère de tout ce qui l’enchaîne, à commencer par les préjugés. Advienne que pourra, il est ce qu’il est, et il ne changera pas. Bien que Zedek Mouloud tente de dédramatiser, tout en souffrant le martyre en son for intérieur, il a confié au journaliste Meziane Ourad que «la chanson a sauvé notre langue ». « Moi, il me rappelle René Charles et Mohamed Ismael Abdoun. Deux fous du verbe», soulignera le journaliste.
La même année, il entreprend une tournée à travers les villes françaises en donnant rendez-vous à ses nombreux fans pour célébrer Yennayer, le Nouvel An berbère. Une tournée qui sera bouclée en apothéose par un concert à Paris. Pour couronner 37 ans de carrière artistique, Zedek Mouloud s’est produit pour la première fois au Zénith de Paris le 12 janvier 2020. 6 300 spectateurs se sont bousculés aux portes de la mythique immense salle du Zénith ce soir-là. L’artiste a assuré la production de ce spectacle grâce à Belka Prod, le seul mécène qui l’a aidé à mettre sur pied ce concert événement.
Au-delà de sa vocation artistique, Zedek Mouloud, et également un militant engagé pour l’identité amazighe, la démocratie et la laïcité. Un combat et une carrière artistique superbement résumés par Mhenni Xalifi dans son ouvrage Zedek Mouloud, tamhaddit d tmedyezt   (Zedek Mouloud, engagement et poésie). 

### 2020-2021, l’année des singles
La culture et les concerts en général étant mis entre parenthèses depuis 2020, situation sanitaire oblige, et Zedek Mouloud s’est rabattu pendant cette période sur les singles, 7 au total :
- Yir Attan (Maladie grave), enregistré en live le 22 mars 2020 avec ses enfants et  Ay imdukal (Mes amis), sorti le 30 mars 2020) se veulent des messages de soutien, de conseil et d’espoir pour se protéger contre le fléau sanitaire mondial du Covid-19.
- Tafsut n tmanyin  (Printemps 80), sorti le 18 avril 2020) est un hommage à Mouloud Mammeri, l’illustre écrivain anthropologue qui avait été empêché, le 10 mars 1980, de tenir une conférence sur la poésie kabyle ancienne à l’université de Tizi-Ouzou. Ce qui fut l’étincelle d’une révolte qui a embrasé la Kabylie et   abouti, bien des années après, à la consécration officielle de la langue et la culture berbères.
- Amehbus nni  (Ce prisonnier-là), sorti le 5 juin 2020). Dans cette chanson en soutien à tous les détenus d’opinion, Zedek Mouloud innove en alternant la chanson avec une courte profession de foi d’un prisonnier d’opinion, déclamée en français et en arabe.
- Yella ussirem  (L’espoir est permis), sorti le 19 novembre 2020, est un duo avec le jeune chanteur kabyle Khedym.
- Tafsut taberkant   (Printemps noir), sorti le 17 avril 2021.
- Hommage à Idir, sorti le 4 mai 2021 qui coïncide avec la date-anniversaire du décès de ce grand ambassadeur de la chanson kabyle.

## Singles
1. Yir Aṭṭan (Maladie grave), live mars 2020)
2. Ay imdukal  (Mes amis), live mars 2020)
3. Tafsut n Tmanyin (printemps 80) avril 2020
4. Amehbus nni (Ce prisonnier-là), juin 2020
5. Yella ussirem (L’espoir est permis), duo avec Khedym (novembre 2020)
6. Tafsut taberkant (Printemps noir), avril 2021
7. Hommage à Idir, mai 2021.